# Robert Macfarlan
Ne doit pas être confondu avec Robert McFarlane ou Robert Macfarlane.
Robert Macfarlan est un publiciste écossais, né en Écosse en 1734, mort en 1804.
Il embrassa avec chaleur le parti whig et se fit longtemps remarquer par son talent comme rédacteur du Morning Chronicle et d’autres journaux. Il n’eut pas le même succès dans ses ouvrages de longue haleine, dont le plus important est intitulé Histoire du règne de George III (1770 et 1795, 4 vol. in-8°).
Lors de la grande querelle sur les poésies ossianiques, donc il était un enthousiaste admirateur, il fit paraître Essai sur l’authenticité d’Ossian et de ses poèmes (1804). Citons encore de lui Temora (Londres, 1796), trad. d’Ossian en vers latins ; Adresse au peuple anglais sur l’état présent et l’avenir présumé des affaires publiques (Londres, 1797), pamphlet dans lequel il désavoue la plupart des opinions politiques qu’il avait défendues jusque-là ; la traduction en anglais du Dialogue de George Buchanan sur les droits de la couronne d’Écosse (1801).
Macfarlan mourut écrasé sous les roues d’une voiture.

## Source
- « Robert Macfarlan », dans Pierre Larousse, Grand dictionnaire universel du XIXe siècle, Paris, Administration du grand dictionnaire universel, 15 vol., 1863-1890 [détail des éditions].